# United Cup de 2023
A United Cup de 2023 foi a 1ª edição do torneio entre países do tênis em mistas, organizada pela Associação de Tenistas Profissionais (ATP) e pela Associação de Tênis Feminino (WTA).
Aparece na abertura da temporada de ambos os circuitos e serve de preparação ao Australian Open. Realizado de 29 de dezembro de 2022 a 8 de janeiro de 2023, dividiu-se em três cidades australianas: Brisbane, Perth e Sydney. Trata-se do primeiro evento de equipes mistas a oferecer pontos aos rankings masculino e feminino de seus participantes. Um tenista pode ganhar no máximo 500 pontos.

## Formato
Cada cidade recebe dois grupos de três países em formato todos contra todos (Round robin) na primeira semana. Um confronto entre equipes consiste em quatro partidas de simples – duas masculinas e duas femininas – e uma de duplas mistas. Cada sessão é composta por uma partida de simples masculinas e outra feminina, com a de mistas na sessão noturna.
Os líderes finais dos grupos disputam a final de cada cidade. Os vencedores - três - se classificam às semifinais. O quatro integrante dessa fase é o melhor perdedor da última fase, considerando a campanha desde o início do torneio.
Um dia de folga acontece depois das finais das cidades, para que as equipes restante se encontrem em Sydney a fim de disputar o mata-mata decisivo.

## Classificação
Dezoito países entram no torneio baseado no seguinte critério:
- Seis com base no ranking da ATP de seu melhor jogador de simples;
- Seis com base no ranking da WTA de sua melhor jogadora de simples;
- Seis com base na classificação combinada dos melhores jogadores masculinos e femininos em seus respectivos rankings.

A Austrália tem uma vaga por ser anfitriã, mas garantiria na classificação combinada se não conseguisse.
As equipes contém três ou quatro jogadores de cada circuito.

## Sedes
Brisbane, Perth e Sydney recebem, cada uma, dois grupos de três países em formato round robin e as finais da cidade-sede nos primeiros sete dias do torneio. Sydney sedia as semifinais e a final nos últimos quatro dias.
| Imagem | Nome               | Abertura | Capacidade | Local                      | Eventos                                   | Mapa                  |
| ------ | ------------------ | -------- | ---------- | -------------------------- | ----------------------------------------- | --------------------- |
|        | Pat Rafter Arena   | 2009     | 5.500      | Brisbane, Queensland       | Fase de grupo Final da sede               | Brisbane Sydney Perth |
|        | RAC Arena          | 2012     | 15.500     | Perth, Austrália Ocidental | Fase de grupos Final da sede              | Brisbane Sydney Perth |
|        | Ken Rosewall Arena | 1999     | 10.500     | Sydney, Nova Gales do Sul  | Fase de grupos Final da sede Finais Final | Brisbane Sydney Perth |

## Pontos nos rankings da ATP/WTA
| Fase             | Pontos por vitória vs. ranking do oponente | Pontos por vitória vs. ranking do oponente | Pontos por vitória vs. ranking do oponente | Pontos por vitória vs. ranking do oponente | Pontos por vitória vs. ranking do oponente | Pontos por vitória vs. ranking do oponente | Pontos por vitória vs. ranking do oponente |
| Fase             | nº 1–10                                    | nº 11–20                                   | nº 21–30                                   | nº 31–50                                   | nº 51–100                                  | nº 101–250                                 | > nº 251                                   |
| ---------------- | ------------------------------------------ | ------------------------------------------ | ------------------------------------------ | ------------------------------------------ | ------------------------------------------ | ------------------------------------------ | ------------------------------------------ |
| Final            | 180                                        | 140                                        | 120                                        | 90                                         | 60                                         | 40                                         | 35                                         |
| Semifinais       | 130                                        | 105                                        | 90                                         | 60                                         | 40                                         | 35                                         | 25                                         |
| Finais das sedes | 80                                         | 65                                         | 55                                         | 40                                         | 35                                         | 25                                         | 20                                         |
| Fase de grupos   | 55                                         | 45                                         | 40                                         | 35                                         | 25                                         | 20                                         | 15                                         |

- Máximo 500 pontos[5]

## Entradas
Rankings de 29 de dezembro de 2022.
| Nº | Equipe         | Crit.   | nº 1 ATP            | Rank      | nº 1 WTA            | Rank      | nº 2 ATP              | nº 2 WTA            | nº 3 ATP                     | nº 3 WTA                   | Duplista ATP           | Duplista WTA      | Capitã(o)                      |
| -- | -------------- | ------- | ------------------- | --------- | ------------------- | --------- | --------------------- | ------------------- | ---------------------------- | -------------------------- | ---------------------- | ----------------- | ------------------------------ |
| 1  | Grécia         | ATP #3  | Stefanos Tsitsipas  | 4         | Maria Sakkari       | 6         | Michail Pervolarakis  | Despina Papamichail | Stefanos Sakellaridis        | Valentini Grammatikopoulou | Petros Tsitsipas       | Sapfo Sakellaridi | Petros Tsitsipas               |
| 2  | Polónia        | WTA #1  | Hubert Hurkacz      | 11        | Iga Świątek         | 1         | Daniel Michalski      | Magda Linette       | Kacper Żuk                   | Weronika Falkowska         | Łukasz Kubot           | Alicja Rosolska   | Agnieszka Radwańska Dawid Celt |
| 3  | Estados Unidos | WTA #2  | Taylor Fritz        | 9         | Jessica Pegula      | 3         | Frances Tiafoe        | Madison Keys        | Denis Kudla                  | Alycia Parks               | Hunter Reese           | Desirae Krawczyk  | David Witt                     |
| 4  | Espanha        | ATP #1  | Rafael Nadal        | 2         | Paula Badosa        | 13        | Pablo Carreño Busta   | Nuria Párrizas Díaz | Albert Ramos Viñolas         | Jéssica Bouzas Maneiro     | David Vega Hernández   | —                 | Marc López                     |
| 5  | Itália         | Comb #1 | Matteo Berrettini   | 16        | Martina Trevisan    | 28        | Lorenzo Musetti       | Lucia Bronzetti     | Andrea Vavassori             | Camilla Rosatello          | Marco Bortolotti       | —                 | Vicenzo Santopadre             |
| 6  | França         | WTA #3  | Arthur Rinderknech  | 44        | Caroline Garcia     | 4         | Adrian Mannarino      | Alizé Cornet        | Manuel Guinard               | Léolia Jeanjean            | Édouard Roger-Vasselin | Jessika Ponchet   | Édouard Roger-Vasselin         |
| 7  | Austrália      | Comb #2 | Alex de Minaur      | 24        | Ajla Tomljanović    | 33        | Jason Kubler          | Zoe Hives           | —                            | Maddison Inglis            | John Peers             | Samantha Stosur   | Lleyton Hewitt Samantha Stosur |
| 8  | Croácia        | Comb #4 | Borna Ćorić         | 26        | Petra Martić        | 39        | Borna Gojo            | Donna Vekić         | Matija Pecotić               | Tara Würth                 | —                      | Petra Marčinko    | Iva Majoli                     |
| 9  | Suíça          | WTA #4  | Stan Wawrinka       | 22PR(150) | Belinda Bencic      | 12        | Marc-Andrea Hüsler    | Jil Teichmann       | Dominic Stricker             | Ylena In-Albon             | Alexander Ritschard    | Joanne Züger      | Stan Wawrinka                  |
| 10 | Alemanha       | ATP #3  | Alexander Zverev    | 2PR(12)   | Laura Siegemund     | 57PR(169) | Oscar Otte            | Jule Niemeier       | Daniel Altmaier              | Anna-Lena Friedsam         | Fabian Fallert         | Julia Lohoff      | Mischa Zverev                  |
| 11 | Brasil         | WTA #5  | Thiago Monteiro     | 65        | Beatriz Haddad Maia | 15        | Felipe Meligeni Alves | Laura Pigossi       | Matheus Pucinelli de Almeida | Carolina Alves             | Rafael Matos           | Luisa Stefani     | Rafael Paciaroni               |
| 12 | Bélgica        | Comb #5 | David Goffin        | 53        | Elise Mertens       | 29        | Zizou Bergs           | Alison Van Uytvanck | Kimmer Coppejans             | Magali Kempen              | Michael Geerts         | Kirsten Flipkens  | Kirsten Flipkens               |
| 13 | Chéquia        | WTA #6  | Jiří Lehečka        | 74        | Petra Kvitová       | 16        | Tomáš Macháč          | Marie Bouzková      | Dalibor Svrčina              | Jesika Malečková           | —                      | —                 | Jiří Vaněk                     |
| 14 | Grã-Bretanha   | ATP #5  | Cameron Norrie      | 14        | Harriet Dart        | 98        | Daniel Evans          | Katie Swan          | Jan Choinski                 | Ranah Stoiber              | Jonny O'Mara           | Ella McDonald     | Tim Henman                     |
| 15 | Argentina      | Comb #3 | Francisco Cerúndolo | 30        | Nadia Podoroska     | 39PR(204) | Federico Coria        | María Carlé         | Tomás Martín Etcheverry      | Paula Ormachea             | —                      | —                 | Gisela Dulko                   |
| 16 | Noruega        | ATP #4  | Casper Ruud         | 3         | Malene Helgø        | 319       | Viktor Durasovic      | Ulrikke Eikeri      | Andreja Petrovic             | Lilly Håseth               | —                      | —                 | Christian Ruud                 |
| 17 | Bulgária       | ATP #6  | Grigor Dimitrov     | 28        | Viktoriya Tomova    | 90        | Dimitar Kuzmanov      | Isabella Sinikova   | Andrian Andreev              | Gergana Topalova           | Alexandar Lazarov      | —                 | Grigor Dimitrov                |
| 18 | Cazaquistão    | Comb #6 | Alexander Bublik    | 37        | Yulia Putintseva    | 52        | Timofey Skatov        | Zhibek Kulambayeva  | Denis Yevseyev               | Gozal Ainitdinova          | Grigoriy Lomakin       | —                 | Alexander Bublik               |

- PR = Ranking protegido

1. 1 2  Foi escolhida a 4º de simples da WTA em vez da duplista
2. ↑  Foi escolhido o 4º de simples do ATP em vez do duplista

### Desistências
- Nick Kyrgios (#22)
- Diego Schwartzman (#25)
- Kamil Majchrzak (#82)

## Fase de grupos
Os dezoito times foram divididos em seis grupos de três, no formato round robin. Os líderes finais se classificam às finais das sedes.
|  | Classificado para a fase eliminatória (em negrito) |
|  | Eliminado (em itálico)                             |

### Visão geral
C = Confrontos, J = Jogos, S = Sets
| Grupo | 1º lugar       | 1º lugar | 1º lugar | 1º lugar | 2º lugar  | 2º lugar | 2º lugar | 2º lugar | 3º lugar    | 3º lugar | 3º lugar | 3º lugar |
| Grupo | Country        | J        | M        | S        | Country   | J        | M        | S        | Country     | J        | M        | S        |
| ----- | -------------- | -------- | -------- | -------- | --------- | -------- | -------- | -------- | ----------- | -------- | -------- | -------- |
| A     | Grécia         | 2–0      | 8–2      | 17–7     | Bulgária  | 1–1      | 4–6      | 12–13    | Bélgica     | 0–2      | 3–7      | 8–17     |
| B     | Polónia        | 2–0      | 7–3      | 14–8     | Suíça     | 1–1      | 7–3      | 15–7     | Cazaquistão | 0–2      | 1–9      | 4–18     |
| C     | Estados Unidos | 2–0      | 9–1      | 18–4     | Chéquia   | 1–1      | 4–6      | 9–12     | Alemanha    | 0–2      | 2–8      | 5–16     |
| D     | Grã-Bretanha   | 2–0      | 7–3      | 15–10    | Austrália | 1–1      | 5–5      | 10–12    | Espanha     | 0–2      | 3–7      | 12–15    |
| E     | Itália         | 2–0      | 8–2      | 17–5     | Brasil    | 1–1      | 6–4      | 12–9     | Noruega     | 0–2      | 1–9      | 3–18     |
| F     | Croácia        | 2–0      | 8–2      | 16–7     | França    | 1–1      | 7–3      | 15–6     | Argentina   | 0–2      | 0–10     | 2–20     |

## Fase eliminatória

### Finais das sedes
| Sede     | Confronto                      | Resultado |
| -------- | ------------------------------ | --------- |
| Perth    | Grécia d. Croácia              | 3–2       |
| Brisbane | Polónia d. Itália              | 3–2       |
| Sydney   | Estados Unidos d. Grã-Bretanha | 4–1       |

- Os três vencedores avançam às semifinais junto do perdedor com melhor histórico das três eliminatórias.[3]

|  | Classificado para as semifinais (negrito) |
|  | Eliminado (itálico)                       |

Ranking das equipes derrotadas nas finais das sedes
| Pos. | País         | Confrontos | Jogos | Sets  | Sets % | Games   | Games % |
| ---- | ------------ | ---------- | ----- | ----- | ------ | ------- | ------- |
| 1    | Itália       | 2–1        | 10–5  | 21–12 | 64%    | 156–142 | 52%     |
| 2    | Croácia      | 2–1        | 10–5  | 21–13 | 62%    | 175–156 | 53%     |
| 3    | Grã-Bretanha | 2–1        | 8–7   | 19–19 | 50%    | 176–177 | 50%     |

### Chave
|  |                             |                             |                             |        |   |                    |                    |                    |
|  | Semifinais 6 a 7 de janeiro | Semifinais 6 a 7 de janeiro | Semifinais 6 a 7 de janeiro |        |   | Final 8 de janeiro | Final 8 de janeiro | Final 8 de janeiro |
|  | Semifinais 6 a 7 de janeiro | Semifinais 6 a 7 de janeiro | Semifinais 6 a 7 de janeiro |        |   | Final 8 de janeiro | Final 8 de janeiro | Final 8 de janeiro |
|  |                             |                             |                             |        |   |                    |                    |                    |
|  |                             |                             |                             |        |   |                    |                    |                    |
|  | Polónia                     | Polónia                     | 0                           |        |   |                    |                    |                    |
|  | Polónia                     | Polónia                     | 0                           |        |   |                    |                    |                    |
|  | Estados Unidos              | Estados Unidos              | 5                           |        |   |                    |                    |                    |
|  | Estados Unidos              | Estados Unidos              | 5                           |        |   | Estados Unidos     | Estados Unidos     | 4                  |
|  |                             |                             |                             |        |   | Estados Unidos     | Estados Unidos     | 4                  |
|  |                             |                             | Itália                      | Itália | 0 |                    |                    |                    |
|  | Grécia                      | Grécia                      | Itália                      | Itália | 0 | 1                  |                    |                    |
|  | Grécia                      | Grécia                      |                             |        |   |                    |                    |                    |
|  | Itália                      | Itália                      | 4                           |        |   |                    |                    |                    |
|  | Itália                      | Itália                      | 4                           |        |   |                    |                    |                    |

### Final
| Estados Unidos 4 | Sydney, Ken Rosewall Arena 8 de janeiro de 2023 duro | Sydney, Ken Rosewall Arena 8 de janeiro de 2023 duro               | Itália 0 |     |   |            |
| \| \| \| \| 1 \| 2 \| 3 \| \| \| - \| \| ------------------------------------------------------------------ \| ---- \| --- \| - \| ---------- \| \| 1 \| \| Jessica Pegula Martina Trevisan \| 6 4 \| 6 2 \| \| \| \| 2 \| \| Frances Tiafoe Lorenzo Musetti \| 6 2 \| 0 \| \| \| \| 3 \| \| Taylor Fritz Matteo Berrettini \| 7 65 \| \| \| retirou-se \| \| 4 \| \| Madison Keys Lucia Bronzetti \| 6 3 \| 6 2 \| \| \| \| 5 \| \| Jessica Pegula / Taylor Fritz Martina Trevisan / Matteo Berrettini \| \| \| \| não jogado \| |                                                      |                                                                    |          |     |   |            |
| |                                                      |                                                                    | 1        | 2   | 3 |            |
| 1 | Estados Unidos · Itália                              | Jessica Pegula Martina Trevisan                                    | 6 4      | 6 2 |   |            |
| 2 | Estados Unidos · Itália                              | Frances Tiafoe Lorenzo Musetti                                     | 6 2      | 0   |   |            |
| 3 | Estados Unidos · Itália                              | Taylor Fritz Matteo Berrettini                                     | 7 65     |     |   | retirou-se |
| 4 | Estados Unidos · Itália                              | Madison Keys Lucia Bronzetti                                       | 6 3      | 6 2 |   |            |
| 5 | Estados Unidos · Itália                              | Jessica Pegula / Taylor Fritz Martina Trevisan / Matteo Berrettini |          |     |   | não jogado |